# After Forever (пісня)
«After Forever» (укр. Далі вічність) — пісня англійського гурту Black Sabbath з їхнього третього альбому «Master of Reality»виданого в 1971 р. В цьому ж році вона була видана як сингл, але не потрапила в чарти. Авторство пісні належало Айоммі, однак після виходу в 2004 році збірника Black Box права на пісню (а також на композиції «Orchid» і «Embryo») були поширені на всіх учасників колективу. Деякі побачили в пісні сатанинську спрямованість (однак гурт це заперечував) через похмурий звук і текст. «…також засмутила і „After Forever“, завдяки іронічному запитанню Гізера „ви б хотіли побачити Папу на кінці мотузки?“ (англ. would you like to see Pope on the end of a rope)», — пише Айоммі.
Лестер Бенгс, критик Rolling Stone розкритикував християнські мотиви пісні, а видання Wilson & Alroy's Record Reviews's назвало музику пісні «грубою, але ефектною»

## Учасники запису
- Тоні Айоммі — гітара, синтезатор
- Оззі Осборн — вокал
- Гізер Батлер — бас-гітара
- Білл Уорд — ударні

## Кавер-версії
- гурт Biohazard переспівав пісню на триб'ют-альбомі Nativity in Black
- колектив Aurora Borealis виконав пісню на триб'ют-альбомі Hell Rules: Tribute to Black Sabbath, Vol. 2.
- група Deliverance виконала пісню на своєму альбомі 1992 року What a Joke.
- колектив Shelter виконав пісню на альбомі 1992 року Quest for Certainty.
- гурт Frost Like Ashes виконав пісню на своєму дебютному EP Pure As the Blood Covered Snow.
- група Troglodyte Dawn з переписаним текстом під назвою «Forever After» записала на своєму дебютному альбомі 2003 року Troglodyte Dawn.
- християнська хеві-метал група Stryper виконала пісню на своєму десятому студійному альбомі Fallen.